# جان لوریدسن
جان لوریدسن (انگلیسی: John Lauridsen؛ زادهٔ ۲ آوریل ۱۹۵۹) بازیکن فوتبال اهل دانمارک است که در پست یک هافبک تهاجمی بازی می‌کرد، او دارای دید میدانی بود و می‌توانست  با هر دو پا شوت بزند.
وی همچنین در تیم ملی فوتبال دانمارک بازی کرده‌است.